# Nazija
Nazija – osiedle typu miejskiego w Rosji, w obwodzie leningradzkim. W 2010 roku liczyło 4858 mieszkańców.
Znajduje się tu stacja kolejowa Żychariewo, położona na linii Petersburg - Mga - Wołchow.